# Toyota MiniAce
Der Toyota MiniAce (UP100) war ein Kleintransporter, der von 1967 bis 1975 im asiatischen Markt angeboten wurde. Er basierte auf dem Massenmodell von Toyota, dem Toyota Publica, genauer auf dem Publica P20 Pick Up. Das Leergewicht wird mit 600–740 kg angegeben. Er wurde in Japan über die
Toyota-Händlernetze Corolla Shop und Toyota Auto Store verkauft.

## Modellhistorie
Das Konzept des MiniAce wurde bereits 1964 entwickelt. Die Technik mit dem luftgekühlten, 2-Zylinder-Boxermotor Typ 2U-B mit 0,8 Liter Hubraum war zur Zeit der Einführung des MiniAce noch weitverbreitet, Die Abmessungen waren gleich mit dem Publica Pick-up, von dem er abstammte. Herausragend war sein Wendekreis von nur 7,8 m, was eine Mini-Waffe in dem rasant wachsenden Automarkt Japans war. Während damals die in Japan leichte Lkw genannten Pick-ups eine maximale Nutzlast von 500 kg hatten, waren es beim MiniAce 150 kg mehr. Er war leichter und daher billiger als damalige Konkurrenten wie der Mitsubishi Delica oder der Mazda Bongo, die aber mehr Ladevolumen und Nutzlast boten. Seine Hauptkonkurrenz waren zu Beginn aber die Pick-up-Trucks. Diese waren zu seinem Marktantritt etwa rund 400.000 Yen teuer, der MiniAce kostete aber nur 328.000 Yen, was ein wichtiges Verkaufsargument war.
So wurde der MiniAce anfangs rasch ein großer Verkaufserfolg – erst recht, als man den MiniAce Coach ins Angebot nahm, einen Kleinbus, der sieben Personen Platz bot. Jedoch traten nach und nach immer mehr Konkurrenten ins Segment mit modernerer Technik und besseren Nutzungsmöglichkeiten bei gleichen Massen, wenn auch teurer. Als der 1969 auf den Markt erschienene Datsun Sunny Cab 1972 mit einem wassergekühlten 1,2-l-Motor auf dem Markt erschien, reagierte Toyota mit dem Bau des Publica-Nutzfahrzeugmotors 2HE gleichen Typs mit 36 PS in den MiniAce. Das Übersetzungsverhältnis des Differentialgetriebes mit erhöhtem Drehmoment ermöglichte nun nach Herstellerangabe eine Höchstgeschwindigkeit von 110 km/h. Dies sollte dafür sorgen, dass der MiniAce auch weiter erfolgreich blieb, was jedoch nicht gelang; trotzdem wollte Toyota keine größeren Investitionen in das inzwischen technisch rückständige Modell tätigen. 1967 hatte Toyota eine Kooperation mit Daihatsu geschlossen und wollte daher dieses Segment dem verbündeten Unternehmen überlassen.
Zudem stand fest, dass ab 1976 verschärfte Abgasvorschriften gelten würden, die sich beim luftgekühlten Motor nur mit hohem Aufwand einhalten lassen hätten. Ein Nachfolger sollte daher größer und moderner werden, auch um im weiteren Export angeboten werden zu können. Im Heimatmarkt griffen die Kunden bei den kommerziellen Varianten ohnehin zum etwas größeren Modell Toyota LiteAce und so bevorzugte man dessen Weiterentwicklung. Da der MiniAce sich aber in anderen asiatischen Märkten noch gut verkaufen konnte, wurde er noch bis Dezember 1975 bis zum Aus durch die neuen Abgasvorschriften produziert.
Ab 1976 wurde der TownAce – ein Modell auf Basis des LiteAce – als Nachfolger vorgestellt.

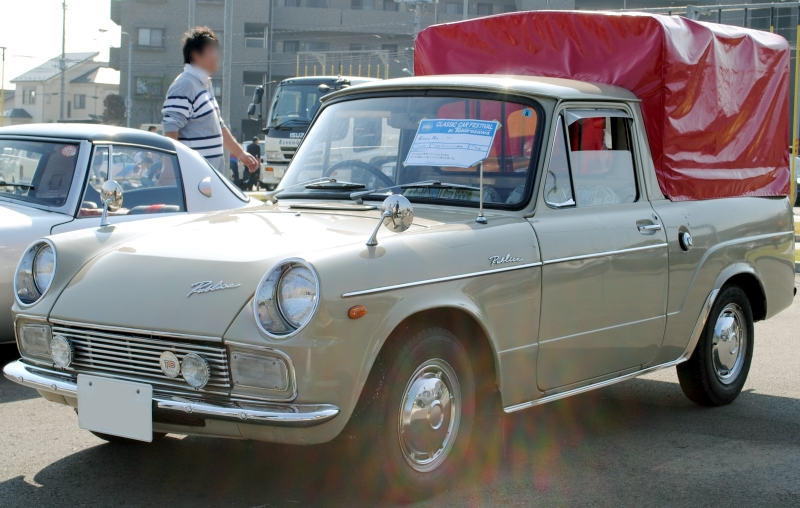
Publica Pick Up